# أوليفر لين
أوليفر لين (بالإنجليزية: Oliver Lynn)‏ هو شخصية أعمال أمريكي، ولد في 27 أغسطس 1926، وتوفي في 22 أغسطس 1996 بسبب السكري.